# Horní Kozolupy
Horní Kozolupy település Csehországban, Tachovi járásban. Horní Kozolupy Konstantinovy Lázně, Cebiv, Kokašice, Černošín, Olbramov és Záchlumí településekkel határos. Lakosainak száma 249 fő (2024. január 1.).

## Népesség
A település lakosságának változását az alábbi diagram mutatja:
| Lakosok száma | 880  | 987  | 930  | 498  | 341  | 277  | 257  | 257  | 251  | 249  |
|               | 1869 | 1890 | 1921 | 1950 | 1980 | 2001 | 2017 | 2019 | 2022 | 2024 |